# Carlos Caamaño y Horcasitas

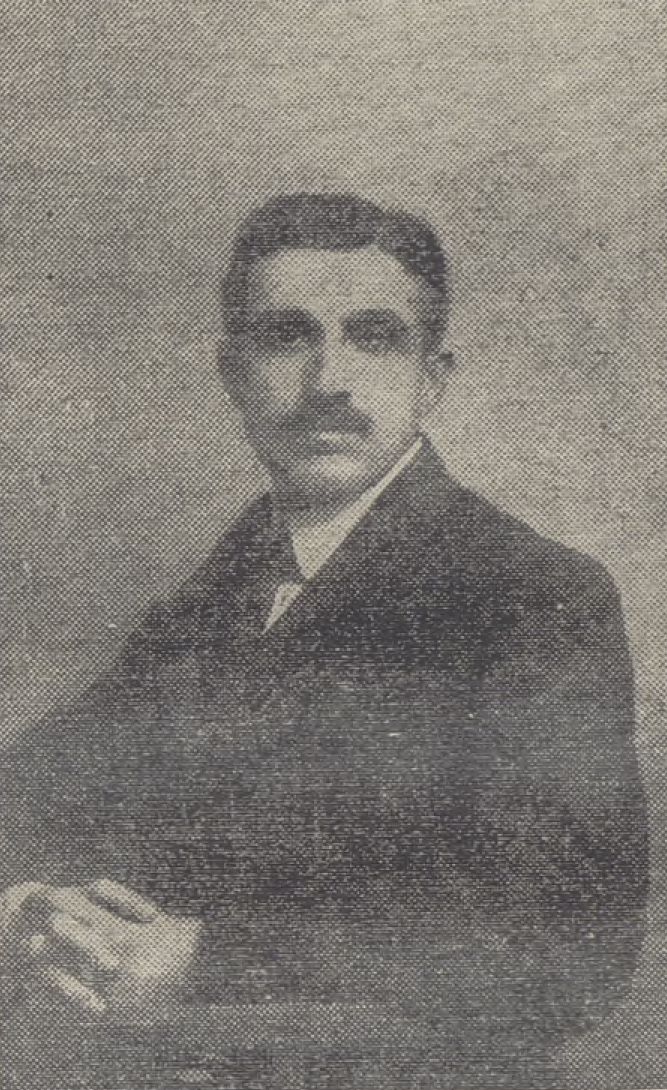
Retrato de Carlos Caamaño publicado en 1913

Carlos Caamaño y Horcasitas (Oropesa, 7 de febrero de 1878-Madrid, 11 de julio de 1947) fue un economista, periodista, político y escritor español, padre de Carlos Caamaño Hernández, conde de las Almenas.

## Biografía
Profesor mercantil desde 1901, en 1902 ingresó como redactor del semanario El Economista, dirigido por Juan José García Gómez y después en España Económica y Financiera, dirigida por Rogelio de Madariaga. En 1905 fue designado redactor financiero del periódico Diario Universal. En 1908 se encaró de redactar, junto con el redactor propietario Manuel María Guerra, la hoja semanal económica del periódico de Madrid El Liberal, y fue nombrado corresponsal en España del periódico diario francés L'Information y más adelante de L'Agence Economique et Financière. En 1911 ingresó como redactor financiero en el periódico ABC y en 1913 fundó la revista La Semana Financiera, que se continuó editando al menos hasta 1975, entonces dirigida por su hijo Carlos Caamaño Hernández. Fue redactor de Vida Económica y llegó a ser vicepresidente primero de la Asociación de la Prensa de Madrid. Dirigió durante más de veinte años el Anuario Oficial de Valores de la Bolsa de Madrid, y el Colegio de Agentes de Cambio y Bolsa de Barcelona le encargó la confección del Anuario Oficial de Valores de esa ciudad. Fue jefe de Administración de primera clase del Cuerpo Pericial de Contabilidad del Estado y director general de la Deuda y Clases Pasivas; en este cometido fue responsable de siete empréstitos, entre los que destacó la célebre consolidación de Tesoros en 1927 y la conversión voluntaria del Interior 4% en 1928. Presidió la Comisión que elevó al gobierno el proyecto de Estatutos de Clases Pasivas aprobado en octubre de 1926. Desde su fundación en 1920 hasta 1931 fue presidente de la Delegación del Gobierno en el Banco de Crédito Industrial, y consejero de la Compañía Madrileña de Transportes desde 1920 hasta 1926, en que fue nombrado director de la Deuda. Desde 1916 fue consejero de la Caja Postal de Ahorros y de diversas compañías mercantiles. Presidió el Colegio Central de Titulados Mercantiles de España y fue miembro de la Asamblea Nacional Consultiva en las legislaturas de 1927 a 1930. Casó con Amalia Hernández y Escribió La riqueza y el progreso de España (Madrid, 1920) entre otras obras. Entre sus condecoraciones figuran la Gran Placa de la Caja Postal de Ahorros, la Medalla de oro de la Previsión, la Cruz de Beneficencia de primera clase. Fue además comendador de número de la Orden de Alfonso X el Sabio y caballero de la Orden civil de Alfonso XIII.

## Obras
- La riqueza y el progreso de España (Madrid, 1920)
- Reanimaciones de la vida económica: Conferencia pronunciada en el Círculo Mercantil de Vigo el 18 de octubre de 1935, en la inauguración del círculo de conferencias organizado por el Colegio Pericial Mercantil. Madrid: Gráfica Administrativa, 1935.
- Acción y reacción de los fenómenos económicos y sociales. Conferencia dada en el Colegio Central de Titulares Mercantiles de España, Madrid, Gráfica Administrativa Madrid, 1935.
- Anuario oficial de valores de las bolsas de Madrid y Barcelona - Año de 1945. Madrid: Suc.Rivadeneyra, 1945.
- Como se forma un capital: Manual económico y financiero confeccionado por "Lafico" (Laboratorio financiero comercial dirigido por el autor, Madrid: Edit. Hispánica, 1946.